# Afoxé Loni
Afoxé Loni is een Duits-Braziliaanse muziekgroep uit Berlijn. De leiders zijn Dudu Tucci (muziek) en Murah Soares (choreografie).
Afoxé Loni werd opgericht in 1996 voor het Karneval der Kulturen in Berlijn en leidt die parade sindsdien. De bloco omvat tot honderd musici, evenveel danseressen en enkele zangeressen. Het programma omvat traditionele Braziliaanse ritmes, vooral Afoxé, en composities van Dudu Tucci. Karakteristiek zijn de wit-gouden kostuums van de groep.
Een kleinere band speelt concerten gedurende het hele jaar; de muziek en de dansen van het candomblé staan dan ook op programma. De band werd onder meer voor festivals in Førde (Noorwegen), Londen, Milaan, Dublin, Manchester en Drogheda (Ierland) uitgenodigd.

## Discografie
- Dudu Tucci & Murah Soares: Afoxé Loni – Drums of Peace. Weltwunder Records 2002.